# Cox-folyamat
A valószínűségszámításban a Cox-folyamat (ismert még dupla sztochasztikus Poisson-folyamatként is) egy sztochasztikus folyamat, mely a Poisson-folyamat általánosítása, ahol az idő-függő intenzitás λ(t), maga a sztochasztikus folyamat.
A folyamatot David Cox (1924 -) angol statisztikusról nevezték el, aki először publikálta ezt a modellt 1955-ben. A Cox-folyamatot részben szimulációknál használják az orvostudományban, ahol a neuronok okozta rövid impulzusok hatással vannak a sejt membránra, másrészt a pénzügyekkel foglalkozó alkalmazott matematikában alkalmazzák  a hitel kockázatok becslésénél.